# SpaceX CRS-1
SpaceX CRS-1，也稱為SpX-1，是太空探索技術公司（SpaceX）無人駕駛的天龍號太空船的第三次飛行，是該公司的二級運載火箭獵鷹9號的第四次飛行，也是SpaceX第一次根據與NASA簽訂的商業再補給服務合約進行的發射任務，該任務於世界標準時間2012年10月8日00:34:07發射升空。

## 外部連結
- SpaceX CRS-1 NASA page（页面存档备份，存于）
- SpaceX CRS-1 Mission Press Kit (4 October 2012)（页面存档备份，存于）
- Video of Static Fire test - YouTube (spacexchannel)（页面存档备份，存于）
- Video of Launch - YouTube (spacexchannel)（页面存档备份，存于）
- Video of Approach, Grappling and Berthing of Dragon - YouTube (ReelNASA)（页面存档备份，存于）
- Video of Hatch Opening - YouTube (NASATelevision)（页面存档备份，存于）
- Video of Dragon Splashdown - YouTube (spacexchannel)（页面存档备份，存于）